# Zovi Do
Zovi Do (cyr. Зови До) – wieś w Bośni i Hercegowinie, w Republice Serbskiej, w gminie Nevesinje. W 2013 roku liczyła 293 mieszkańców.